# 1961 no cinema

## Principais filmes produzidos
- Accattone, de Pier Paolo Pasolini, com Franco Citti
- L'année dernière à Marienbad, de Alain Resnais, com Delphine Seyrig
- Breakfast at Tiffany's, de Blake Edwards, com Audrey Hepburn, George Peppard, Patricia Neal e Martin Balsam
- Buta to gunkan, de Shohei Imamura
- The Children's Hour, de William Wyler, com Audrey Hepburn e Shirley MacLaine
- The Comancheros, de Michael Curtiz, com John Wayne e Lee Marvin
- Come September, de Robert Mulligan, com Rock Hudson e Gina Lollobrigida
- Divorzio all'italiana, de Pietro Germi, com Marcello Mastroianni e Stefania Sandrelli
- El Cid, de Anthony Mann, com Charlton Heston, Sophia Loren e Raf Vallone
- Une femme est une femme, de Jean-Luc Godard, com Jean-Claude Brialy, Anna Karina e Jean-Paul Belmondo
- The Guns of Navarone, de J. Lee Thompson, com Gregory Peck, David Niven, Anthony Quinn e Irene Papas
- The Innocents, de Jack Clayton, com Deborah Kerr e Michael Redgrave
- Judgment at Nuremberg, de Stanley Kramer, com Spencer Tracy, Burt Lancaster, Richard Widmark, Marlene Dietrich, Maximilian Schell, Judy Garland e Montgomery Clift
- King of Kings, de Nicholas Ray, com Jeffrey Hunter
- Kohayagawa-ke no aki, de Yasujiro Ozu
- Matka Joanna od aniolów, de Jerzy Kawalerowicz
- The Misfits, de John Huston, com Clark Gable, Marilyn Monroe e Montgomery Clift
- La notte, de Michelangelo Antonioni, com Marcello Mastroianni, Jeanne Moreau e Monica Vitti
- One-Eyed Jacks, de e com Marlon Brando
- Pit and the Pendulum, de Roger Corman, com Vincent Price
- Pocketful of Miracles, de Frank Capra, com Glenn Ford, Bette Davis, Hope Lange e Peter Falk
- La ragazza con la valigia, de Valerio Zurlini, com Claudia Cardinale
- Såsom i en spegel, de Ingmar Bergman, com Harriet Andersson, Gunnar Björnstrand e Max von Sydow
- Splendor in the Grass, de Elia Kazan, com Natalie Wood e Warren Beatty
- Underworld U.S.A., de Samuel Fuller, com Cliff Robertson
- Viridiana, de Luis Buñuel, com Silvia Pinal e Fernando Rey
- West Side Story, de Jerome Robbins e Robert Wise, com Natalie Wood e Rita Moreno

## Nascimentos

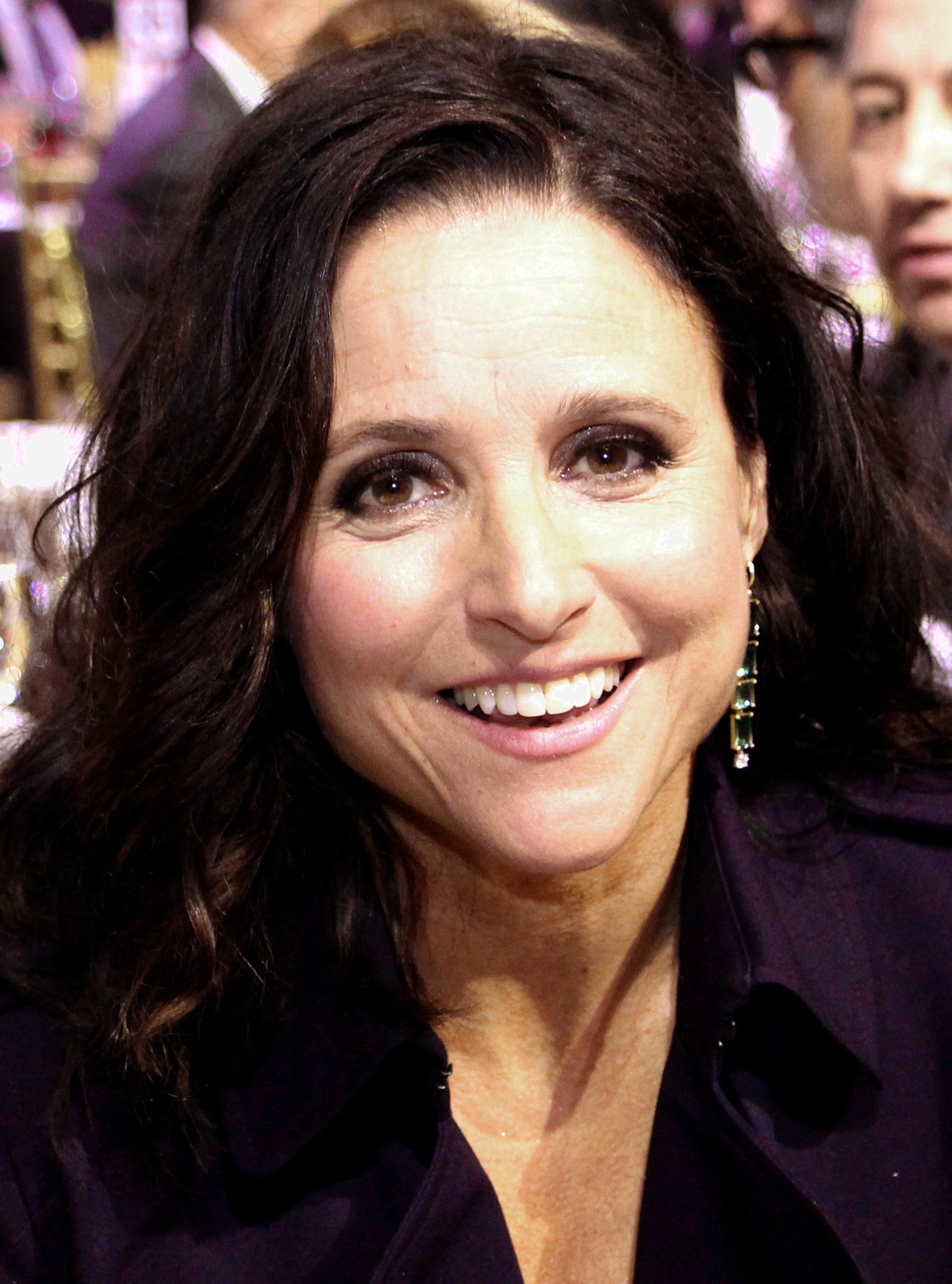
Julia Louis-Dreyfus, atriz estadunidense

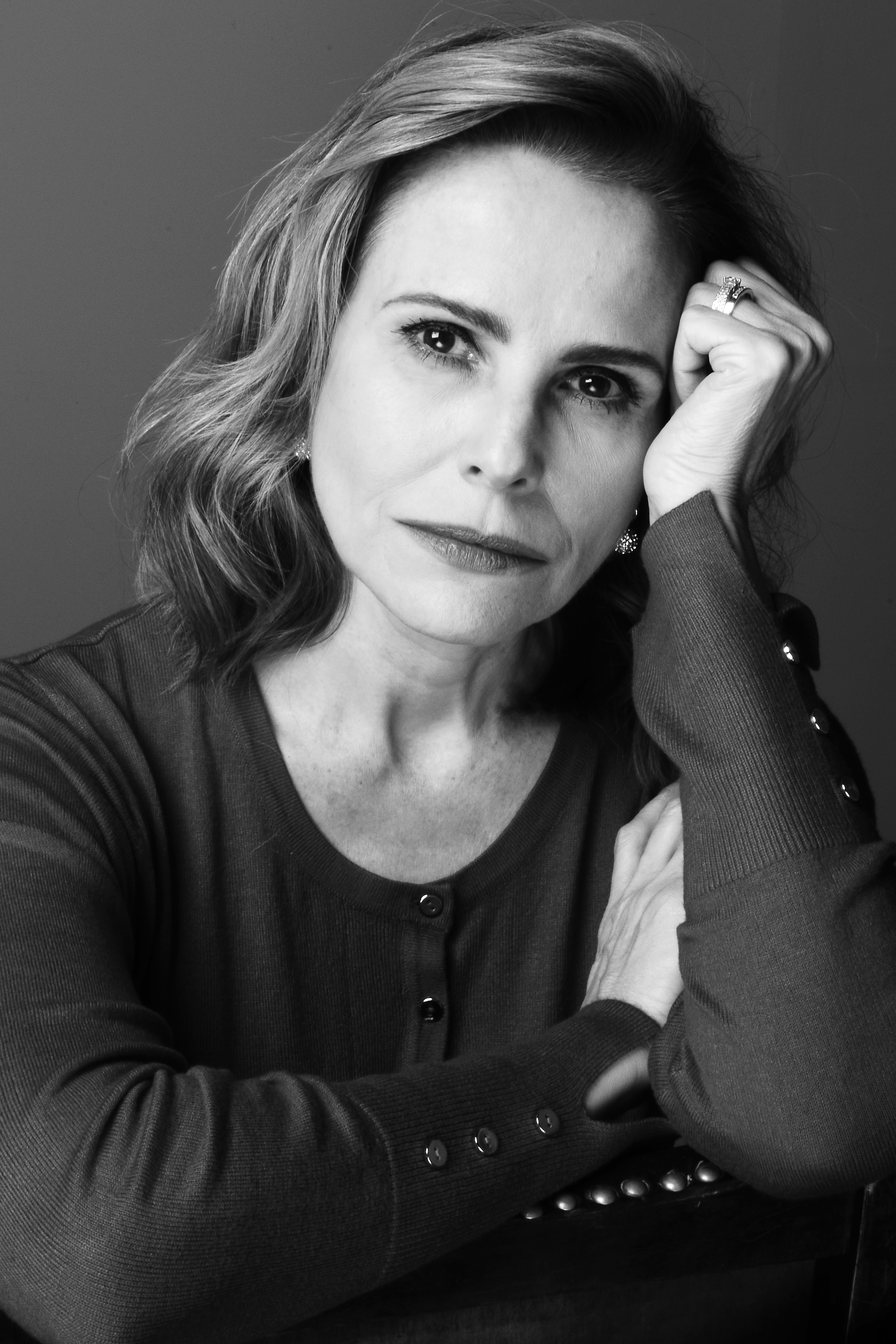
Bia Seidl, atriz brasileira de cinema e TV

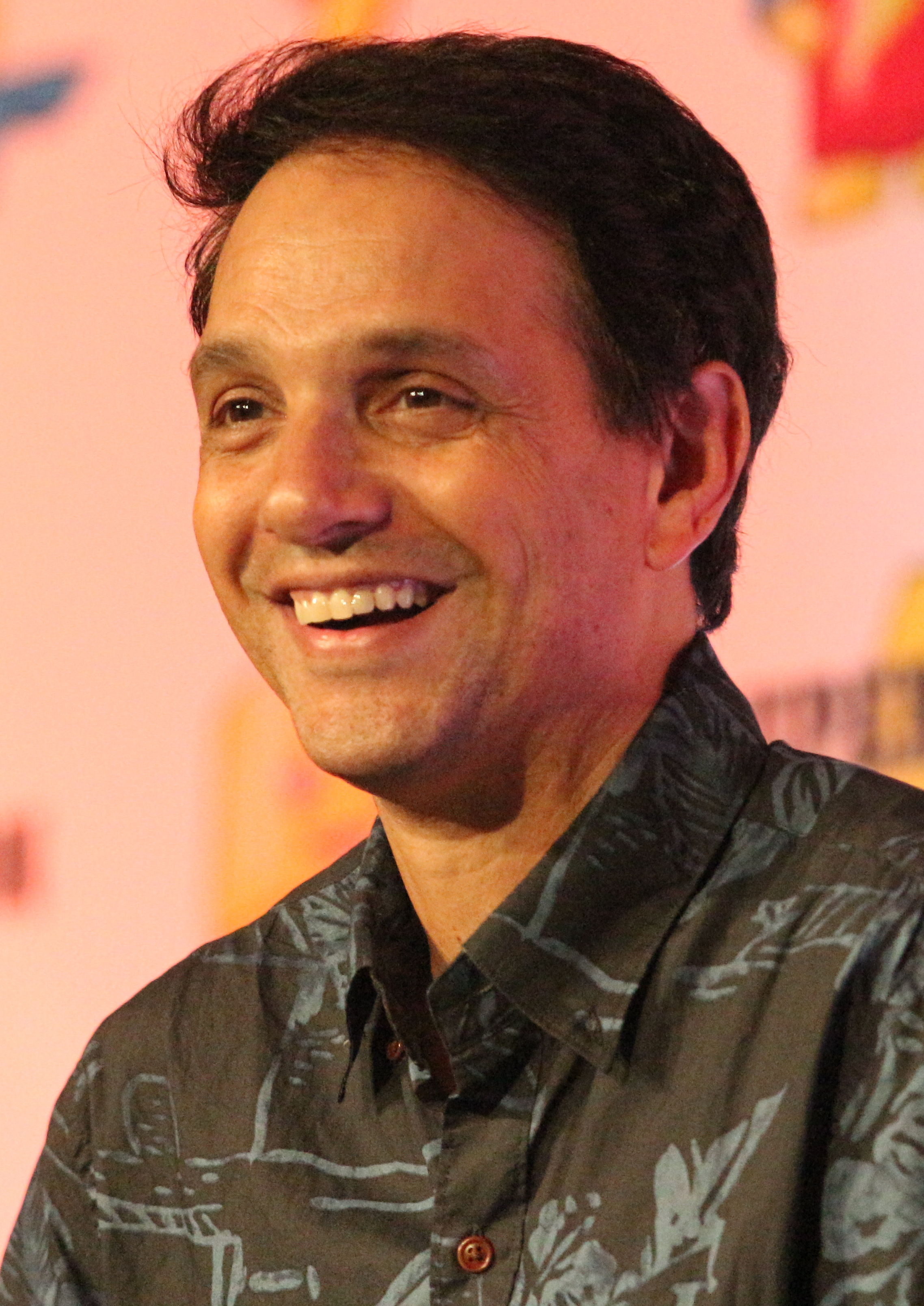
Ralph Macchio, famoso por protagonizar a série de filmes Karatê Kid

| Data            | Nome                 | Profissão                                                                           | Nacionalidade           | Observações | Ref |
| --------------- | -------------------- | ----------------------------------------------------------------------------------- | ----------------------- | ----------- | --- |
| 13 de janeiro   | Julia Louis-Dreyfus  | atriz                                                                               | Estados Unidos          |             |     |
| 24 de janeiro   | Nastassja Kinski     | atriz                                                                               | Alemanha                |             |     |
| 25 de janeiro   | Beth Goulart         | atriz                                                                               | Brasil                  |             |     |
| 21 de fevereiro | Christopher Atkins   | ator                                                                                | Estados Unidos          |             |     |
| 28 de fevereiro | Rae Dawn Chong       | atriz                                                                               | Canadá                  |             |     |
| 14 de Março     | Penny Johnson Jerald | atriz                                                                               | Estados Unidos          |             |     |
| 3 de abril      | Eddie Murphy         | ator                                                                                | Estados Unidos          |             |     |
| 14 de abril     | Humberto Martins     | ator                                                                                | Brasil                  |             |     |
| 6 de maio       | George Clooney       | ator e diretor de cinema e televisão                                                | Estados Unidos          |             |     |
| 10 de maio      | Luíza Thomé          | atriz                                                                               | Brasil                  |             |     |
| 14 de maio      | Tim Roth             | ator                                                                                | Inglaterra              |             |     |
| 31 de maio      | Lea Thompson         | atriz                                                                               | Estados Unidos          |             |     |
| 9 de junho      | Michael J. Fox       | ator                                                                                | Canadá / Estados Unidos |             |     |
| 15 de junho     | Laurent Cantet       | cineasta                                                                            | França                  |             |     |
| 15 de julho     | Forest Whitaker      | ator, produtor e diretor                                                            | Estados Unidos          |             |     |
| 23 de julho     | Woody Harrelson      | ator                                                                                | Estados Unidos          |             |     |
| 30 de julho     | Laurence Fishburne   | ator                                                                                | Estados Unidos          |             |     |
| 4 de agosto     | Carla Pompeu         | pintora, cenógrafa, figurinista, escritora, diretora e produtora de cinema e teatro | Brasil                  | m. 2008     |     |
| 29 de agosto    | Cássio Gabus Mendes  | ator                                                                                | Brasil                  |             |     |
| 2 de setembro   | Oscar Magrini        | ator                                                                                | Brasil                  |             |     |
| 11 de setembro  | Virginia Madsen      | atriz                                                                               | Estados Unidos          |             |     |
| 19 de setembro  | Bia Seidl            | atriz                                                                               | Brasil                  |             |     |
| 29 de setembro  | Guilherme Leme       | ator                                                                                | Brasil                  |             |     |
| 31 de outubro   | Peter Jackson        | diretor, produtor e roteirista                                                      | Nova Zelândia           |             |     |
| 4 de novembro   | Ralph Macchio        | ator                                                                                | Estados Unidos          |             |     |
| 14 de novembro  | D.B. Sweeney         | ator de teatro, cinema e televisão                                                  | Estados Unidos          |             |     |
| 19 de novembro  | Meg Ryan             | atriz                                                                               | Estados Unidos          |             |     |
| 22 de novembro  | Mariel Hemingway     | atriz                                                                               | Estados Unidos          |             |     |
| 28 de novembro  | Alfonso Cuarón       | diretor e roteirista                                                                | México                  |             |     |

## Mortes

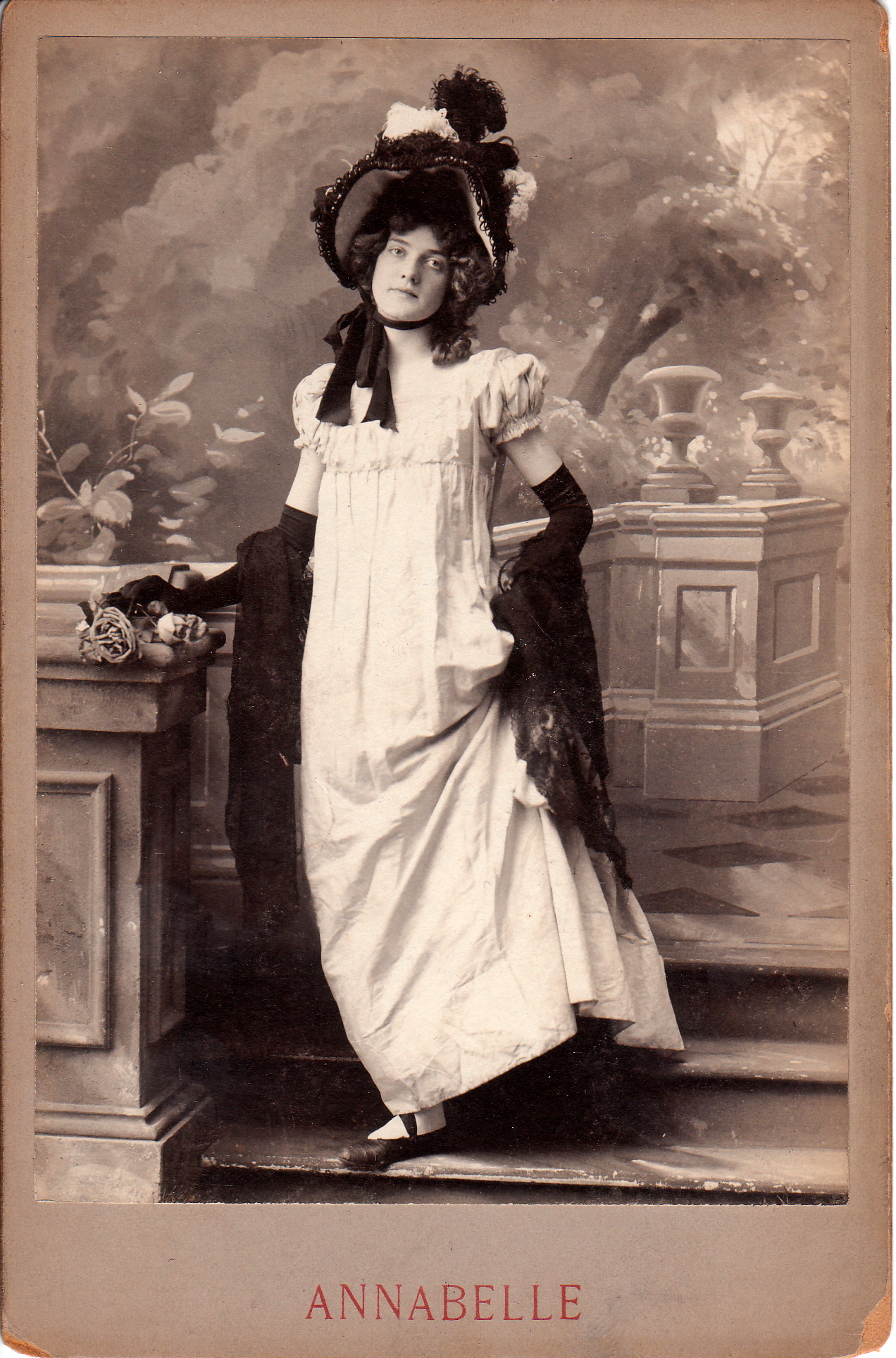
Annabelle Moore, uma das pioneiras do cinema, atuando no final do século XIX e início do XX

| Data           | Nome            | Profissão                    | Nacionalidade  | Observações | Ref |
| -------------- | --------------- | ---------------------------- | -------------- | ----------- | --- |
| 21 de janeiro  | João Villaret   | ator, encenador e declamador | Portugal       | n. 1913     |     |
| 12 de março    | Belinda Lee     | atriz                        | Inglaterra     | n. 1935     |     |
| 13 de maio     | Gary Cooper     | ator                         | Estados Unidos | n. 1901     |     |
| 17 de junho    | Jeff Chandler   | ator                         | Estados Unidos | n. 1918     |     |
| 27 de agosto   | Gail Russell    | atriz                        | Estados Unidos | n. 1924     |     |
| 11 de outubro  | Chico Marx      | ator, comediante             | Estados Unidos | n. 1887     |     |
| 29 de novembro | Annabelle Moore | atriz, dançarina             | Estados Unidos | n. 1878     |     |